# Drassodes lyratus
Drassodes lyratus är en spindelart som beskrevs av William Frederick Purcell 1907. Drassodes lyratus ingår i släktet Drassodes och familjen plattbuksspindlar. Inga underarter finns listade i Catalogue of Life.